# Дацько Кирило Васильович
Кирило Дацько (7 червня 1905, Кирилівка, Звенигородський повіт, Київська губернія — 30 грудня 1963, Нью-Йорк, США) — начальник українського штабу (відділу пропаганди ОКВ Вермахту) Українського визвольного війська та шеф відділу пропаганди Української національної армії.

## Життєпис
Народився 7 червня 1905, в с. Кирилівка, звідки походив і Тарас Шевченко. Закінчив Одеський ІНО (інститут народної освіти).
Кандидат фізико-математичних наук, викладав в Київському сільськогосподарському інституті.
Мобілізований в 1940 в РККА, в званні майора, на посаді командира однієї з частин разом з підлеглим особовим складом перейшов на сторону німців, під Києвом в 1941. Епізод цей, що пізніше про нього згадував побратим Дацька Петро Ямняк, вартий більш детальної уваги: "У «Київському котлі», бувши командиром відділу (не називаю бо забув) у ранзі майора він звернувся до своїх воїнів:
Ану хлопці, спробуймо, чи з німцями можна битися. І ми – казав він – як наперли на них, як сипнули по них, то розбили на дріб'язок! Тоді полковник Дацько звернувся до бійців і сказав перестати бити німців, бо ж ми 20 років на них чекали. 
В 1943 Кирило Дацько стає співробітником, і керівником української секції відділу пропаганди у батальйоні військових кореспондентів СС, з грудня 1943 полк пропаганди СС імені Курта Еггерса (SS-Standarte Kurt Eggers).
З 1944 р. очолює штаб пропаганди УВВ, а зі створенням УНК та УНА на чолі з генералом Павлом Шандруком стає шефом відділу пропаганди в останніх відповідно. Завдяки його праці розпочали роботу курси пропагандистів УВВ та загалом широка освітня робота серед українських добровольців.
Після війни разом зі своїм близьким приятелем Юрієм Горліс-Горським очолювали адміністрацію в українських таборах Ді-Пі у Новому Ульмі в Західній зоні окупації Німеччини та активно творили УРДП Івана Багряного. Співпрацював з британською розвідкою СІС.
Емігрувавши до США створив та очолив Український військово-історичний інститут у Нью-Йорку.
Помер 30 грудня 1963, похований на православному українському цвинтарі у Баунд Бруку.